# Chiesa di San Bartolomeo a Casanova
La chiesa di San Bartolomeo a Casanova si trova presso la frazione di Selvatelle, nel comune di Terricciola.

## Storia e descrizione
Il suo aspetto attuale è il risultato di rifacimenti ottocenteschi. In origine la chiesa era costruita in laterizi, con una semplice facciata a capanna, oggi impreziosita dal grande frontone.
L'interno è ad unica navata absidata, con la zona presbiteriale rialzata e separata da una balaustra e da due coppie di colonne; la copertura è a botte con cupola e conserva ancora le decorazioni ottocentesche. Sopra l'altare maggiore, tre statue in terracotta dipinta, raffiguranti la Madonna con Bambino tra i santi Giovanni e Bartolomeo, attribuite a Giovanni Gonnelli detto il Cieco di Gambassi (metà del XVII secolo). Il fonte battesimale a forma di tempietto è realizzato in marmo. In controfacciata si trova la cantoria di legno con l'organo originale.